# Acidez
Acidez je mexická hardcore punková skupina z Guadalajara.

## Historie
Kapela byla založena v roce 2003 a své první EP vydala v roce 2004. V roce 2008 vydali své první LP s názvem No Hay Futuro.
Po odchodu zpěváka KarlOi! v roce 2011 se do skupiny dostaly prvky thrash metalu a d-beatu.
Acidez vystupovali během svých více než 150 koncertů na pódiích po celém světě včetně několika českých festivalů.

## Složení
- Tupa – zpěv
- Nauj – bicí
- Soti – baskytara
- Rodo – kytara

## Diskografie

### Alba
- 2008: No hay futuro
- 2010: Deadly Dose / Dosis Mortal
- 2011: Don’t Ask for Permission
- 2014: Beer Drinkers Survivors
- 2016: Welcome to the 3D Era
- 2022: In Punk We Thrash

### EP a Singly
- 2006: En Las Calles
- 2014: Nación de metaleros / Forajidos del Rock ’n’ Roll
- 2017: Revolution Has No Borders